# Hwangju-gun
Hwangju-gun (koreanska: 황주군) är en kommun i Nordkorea.   Den ligger i provinsen Norra Hwanghae, i den sydvästra delen av landet, 40 km söder om huvudstaden Pyongyang.